# Anna Neumanowa
Anna z Szawłowskich Neumanowa, pseud. Kalina, Lechita, krypt. A.N. (ur. 26 lipca 1854, zm. 22 listopada 1918 w Wiedniu) – polska poetka i eseistka.

## Życiorys
Pochodziła z rodziny ziemiańskiej zamieszkałej na Podolu galicyjskim. Otrzymała staranne wykształcenie. W młodości przebywała na wsi i we Lwowie. Tam zetknęła się z literatami bywającymi w domu jej rodziców, wśród których znaleźli się Maria Bartusówna, Władysław Bełza, Stanisław Grudziński, Władysław Szancer. Pod ich wpływem sama bardzo wcześnie zaczęła pisać wiersze. Występując pod pseudonimem Kalina, publikowała w latach 70. w pismach lwowskich i poznańskich. 
Wyszła za mąż za Teodora Neumanna i kilka lat spędziła w Warszawie, gdzie jej mąż był wicekonsulem austriackim. Tam poznała m.in. Jadwigę Łuszczewską (Deotymę), Marię Konopnicką i Henryka Sienkiewicza. Następnie towarzyszyła mężowi, który w latach 1879–1893 był kolejno konsulem w Bułgarii (Widyń), Rumunii (Turnu Severin), w Egipcie (Kair) i Grecji (Patras). Dzięki temu dobrze poznała te kraje, uzupełniając własne obserwacje odpowiednią lekturą. 
Swoje wrażenia i spostrzeżenia z pobytu na placówkach dyplomatycznych wykorzystała w licznych artykułach, ogłaszanych od 1883 w prasie lwowskiej, a następnie warszawskiej, w poznańskiej „Warcie” i w petersburskim „Kraju”. Ponadto opublikowała: Zza Dunaju nad Nil, wspomnienia z podróży po Egipcie (1886), Obrazy z życia na Wschodzie (Rumunia, Bułgaria, Egipt, Grecja, Baśnie i legendy wschodnie) (1899). Poruszała w tych utworach przede wszystkim tematykę obyczajową, ale także ostro oceniała rolę Anglików w Egipcie. Inspiracje egipskie i greckiej pojawiły się także w tomiku Poezje (1901). Przeważająca jednak w tym tomie jest tematyka patriotyczna i osobista. 
Podczas pobytu w Kairze wygłaszała w języku francuskim odczyty dotyczące Polski oraz Litwy, zwłaszcza zaś polskiej i litewskiej historii oraz geografii. Za jeden z nich otrzymała dyplom członka korespondenta od kairskiej Société Khédivale de Géographie, odczyt ten został wydrukowany w biuletynie tegoż towarzystwa. Kairski dom Neumanowej był ważnym ośrodkiem zarówno dla egipskiej Polonii, jak i coraz liczniejszych polskojęzycznych turystów. W 1891 jej gościem był Henryk Sienkiewicz.
Po powrocie do kraju zamieszkała we Lwowie, gdzie prowadziła intensywną działalność społeczną. Była zastępczynią przewodniczącej Czytelni dla Kobiet. Należała do lwowskiego Komitetu Kobiet, zawiązanego w 1901 dla niesienia pomocy rodzicom ofiar procesu wrzesińskiego, jak również jedną z redaktorek, obok Stefanii Wechslerowej, Antoniny Machczyńskiej i Maryli Wolskiej, protestu wydrukowanego w „Dzienniku Poznańskim”. Była jedną z głównych organizatorek uroczystości jubileuszu Marii Konopnickiej we Lwowie w 1902. Na tę okoliczność napisała wiersz Pieśń hołdu, do którego muzykę skomponował Stanisław Niewiadomski. Po przeniesieniu się ze Lwowa do Warszawy nadal prowadziła działalność literacką, patriotyczną i dobroczynną.
Publikowała w prasie artykuły, wiersze i utwory beletrystyczne. Napisała sztukę Chrzest w ogniu (1910), a w 1911 wydała wybór wierszy pod tytułem Tobie ojczyzno!. W czasie I wojny światowej drukowała liryki patriotyczne. 
Pod koniec życia przeniosła się do Wiednia. Publikowała wiersze w „Wiedeńskim Kurierze Polskim”. Zmarła w stolicy nowo utworzonej Republice Niemieckiej Austrii 22 listopada 1918 i tam też została pochowana.